# Tenenie
Tenenie (lit. Teneniai) – miasteczko na Litwie, położone w okręgu tauroskim w rejonie szyłelskim, 22 km na zachód od Taurogów, 369 mieszkańców (2001). Siedziba starostwa Tenenie.
Znajduje się tu barokowy kościół katolicki, szkoła i poczta.